# Li Jinhe
Li Jinhe (李金河S; 22 maggio 1964) è un ex sollevatore cinese medagliato olimpico che ha gareggiato nella categoria dei pesi leggeri (fino a 67,5 kg.).

## Carriera
Li Jinhe ha partecipato alle Olimpiadi di Seul 1988, riuscendo a conquistare la medaglia di bronzo nei pesi leggeri con 325 kg. nel totale, dietro al tedesco orientale Joachim Kunz (340 kg.) ed al sovietico Israyel Militosyan (337,5 kg.).
Quella competizione è stata originariamente vinta dal bulgaro Angel Genčev con 362,5 kg. nel totale, quindi con Li Jinhe terminato in un primo momento al 4º posto finale e fuori dal podio, ma successivamente Genčev è risultato positivo alla furosemide al controllo antidoping, venendo così squalificato e privato della medaglia d'oro, con avanzamento di una posizione di Kunz, Militosyan e Li Jinhe.